# Marcel Verreck

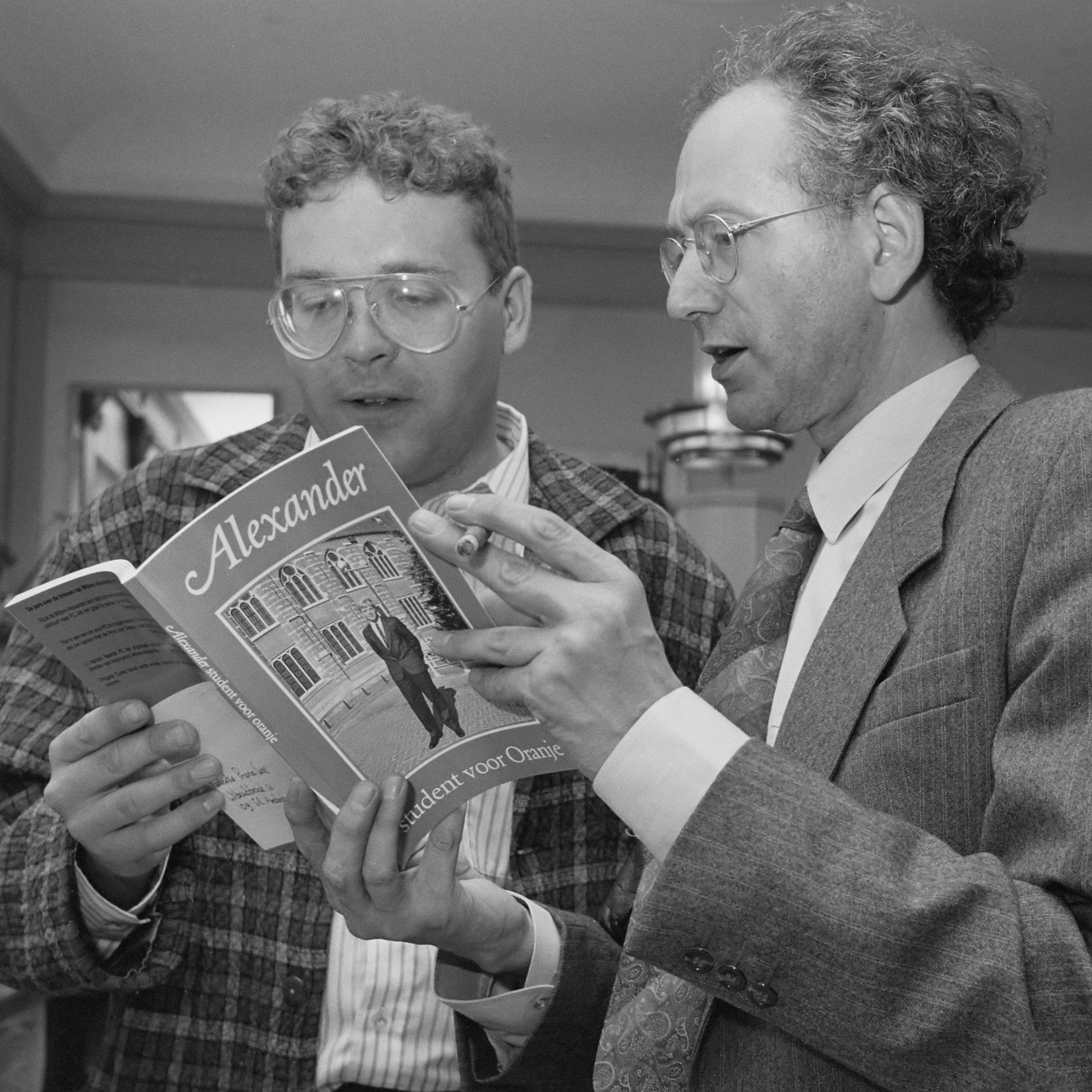
Marcel Verreck en Martin van Amerongen (1988)

Marcel Verreck (Den Haag, 24 december 1960) is een Nederlands cabaretier, columnist en televisiepresentator.

## Carrière
Marcel Verreck deed in juni 1979 vwo-eindexamen in Den Haag. Hij studeerde Nederlands aan de Universiteit van Amsterdam, waar hij in 1986 afstudeerde op het onderwerp 'Postmodernistische aspecten in de roman 'De Oorveeg' (1984) van Willem Brakman'.
In mei 1987 won hij samen met Paul Pleijsier de juryprijs op het Leids Cabaret Festival. Tot en met 1992 heeft hij samen met Pleijsier diverse theaterprogramma's gemaakt als het duo Verreck en Pleijsier om daarna solo door te gaan. Het duo houdt overigens wel contact en in 2006 waren ze weer samen op de planken te zien bij 'Verreck Zondagmiddag', een serie interviews in het Bellevue-theater in Amsterdam.
Verder schreef Marcel Verreck artikelen en columns in diverse bladen als Propria Cures, Het Parool, Metro.

## Radio- en TV
Marcel Verreck presenteerde 'Leidsekade Live' (KRO-radio) en werkte vele jaren mee aan het satirische radioprogramma Binnenlandse zaken (TROS). Hij was columnist voor het NCRV-radioprogramma 'Hier en Nu Nieuwspoort' en het Yorin-radioprogramma 'Stenders Vroeg Op'. Voor de KRO-televisie presenteerde hij het zomermagazine 'Nou dit weer' (met Rémi van der Elzen) en twee seizoenen 'De Aso-show'. Hij werkte mee aan het radio-cabaret van 'Spijkers met koppen' (VARA). Ook was hij te zien als jurylid in 'Het Jongeren Lagerhuis' (VARA).
Hij presenteerde een aantal zomers het programma 'Zomerspijkers' voor VARA.

## Verschenen werk
De eerste cd 'Ja' werd uitgebracht met Paul Pleijsier onder de naam Verreck en Pleijsier. In 2002 kwam de solo-cd 'Van Mars' uit met liedjes waarvoor Verreck zelf de teksten en de muziek schreef. En een jaar later kwam ook een cd uit met een bloemlezing van de radiocolumns voor het programma 'Stenders Vroeg Op' onder de titel 'Waar ben ik in godsnaam terechtgekomen...'. Ook in 2002 verscheen bij uitgeverij Vassallucci 'Een wondermiddel' (ISBN 9050003729), zijn literaire debuut.

## Theaterprogramma's
Verreck en Pleijsier (samen met Paul Pleijsier)
- 'Ze is er vandoor met een yup' (1988)
- 'Harde Stukjes' (1989)
- 'Verreck & Pleijsier - In Concert' (1990)
- 'Nieuw Jaar' (1992)

Marcel Verreck (solo)
- 'Verreck!' (1994)
- 'De Vrijheid' (1996)
- 'Een Wondermiddel' (1997)
- 'Het Tetrix-gevoel' (1999)
- 'Van Mars' (2001)
- 'Met Haar' (2002-2003)